# David Hobby

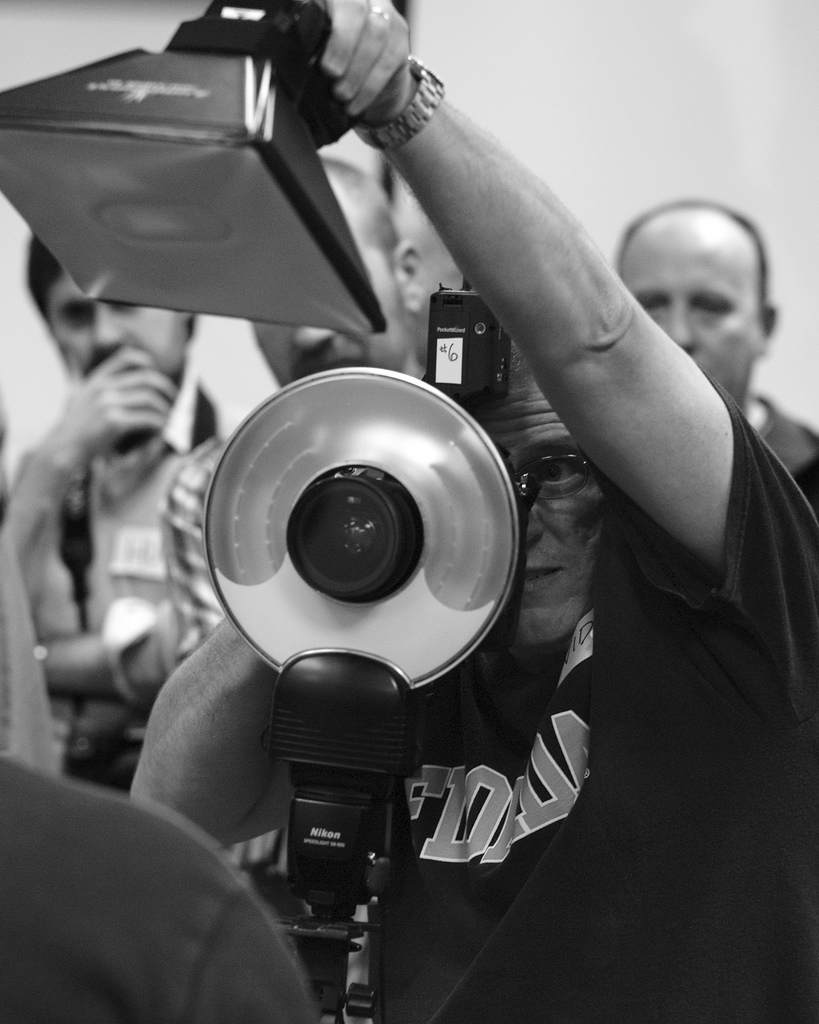
David Hobby podczas pracy z dwoma fleszami: kołowym i tradycyjnym z softboxem

David Hobby (ur. 30 stycznia 1965) – amerykański fotograf, znany z kreatywnego wykorzystywania lamp błyskowych.

## Życiorys
Przez wiele lat był fotoreporterem, pracował m.in. dla The Baltimore Sun, obecnie dzieli czas między nauczanie fotografii, propagowanie technik oświetlenia i projekty fotograficzno-artystyczne.
Autor internetowego blogu Strobist, regularnie czytanego przez kilkaset tysięcy fotografów z całego świata i uznanego za jeden z najlepszych blogów przez tygodnik Time.
Uznany przez Photo District News za jednego z pięciu największych fotografów internetu.
Obecnie mieszka z rodziną w Baltimore.

## Wybrane publikacje
- Lighting in Layers – seria siedmiu wykładów dostępna na płytach DVD
- Strobist (www.strobist.com) – popularny serwis internetowy poświęcony oświetleniu w fotografii.
- Columbia: A Celebration (wspólnie z Susan Thornton Hobby) ISBN 978-0-9643728-1-8
- DIY photo studio – MacWorld 2007[5]